# Gerde (Ungheria)
Gerde è un comune dell'Ungheria di 583 abitanti (dati 2001) situato nella contea di Baranya, nella regione Transdanubio Meridionale.